# Pliculeț de ceai

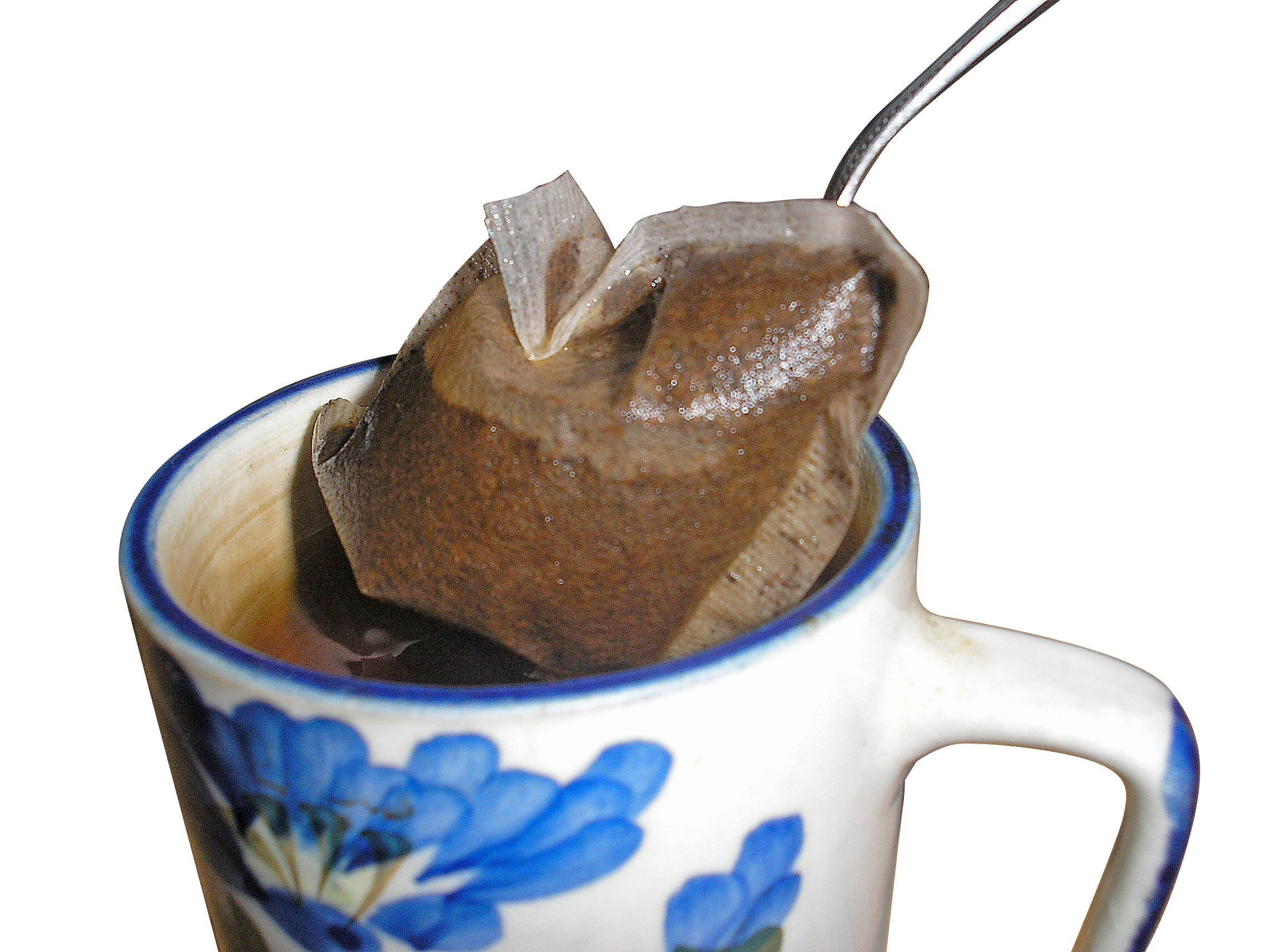
Un pliculeț de ceai este scos dintr-o cană de ceai fierbinte.

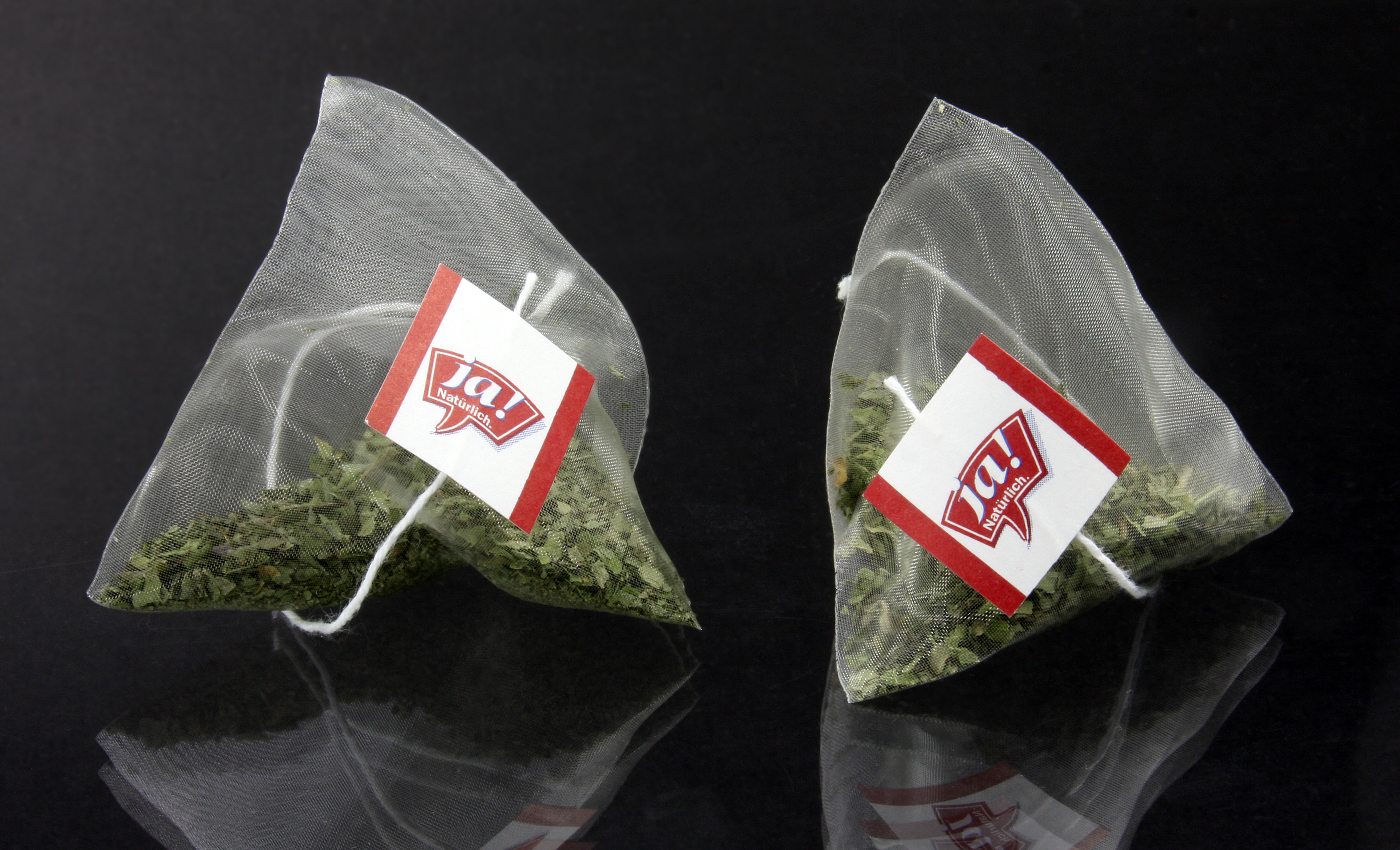
Pungulițe cu formă de tetraedru fabricate din polilactidă (PLA), un tip de bioplastic, prezentat aici conținând frunze uscate de mentă

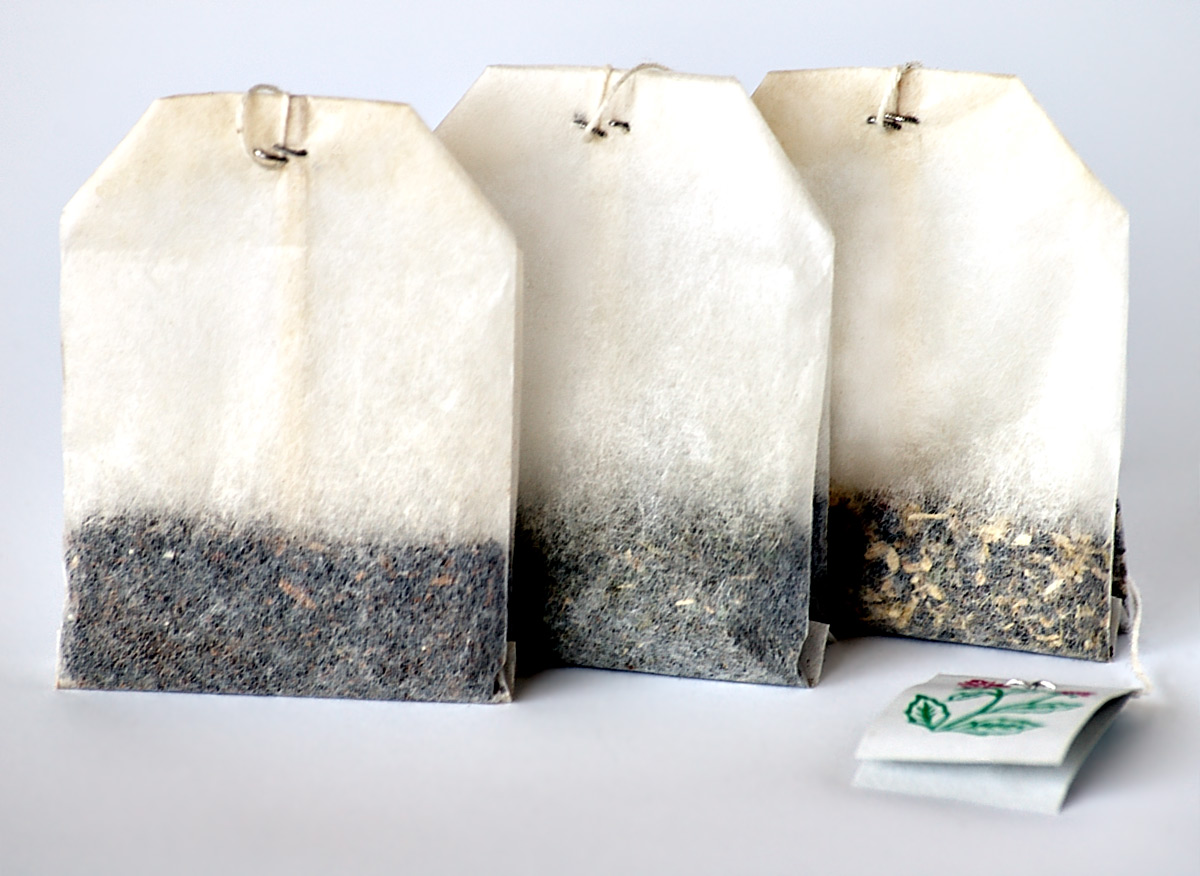
Pliculețe cu diverse tipuri de ceai.

Un pliculeț de ceai este o pachețel mic, poros, sigilat, care conține în mod obișnuit frunze de ceai, și este imers în apă clocotită pentru ca conținutul să creeze o infuzie. Utilizate inițial doar pentru ceai (Camellia sinensis), aceste pliculețe sunt astăzi făcute și pentru tizane.
Pliculețele de ceai sunt fabricate în mod obișnuit din hârtie de filtru sau din plastic alimentar și, uneori, din capoc sau mătase. Plicul de ceai îndeplinește aceeași funcție ca infuzorul de ceai. Aceste pliculețe pot fi folosite de mai multe ori dacă nu există nicio dată de expirare. Au o bucată de șir atașată cu o etichetă de hârtie în partea de sus ce se folosește pentru a scoate pliculețul din ceai, și totodată afișează marca sau varietatea ceaiului.

## Istoric

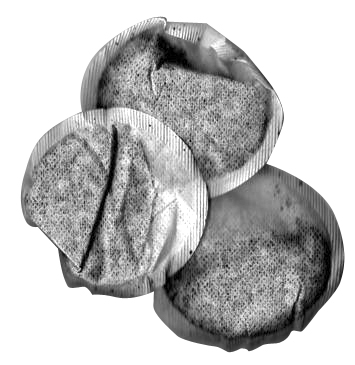
Nișe pliculețe cu formă circulară.

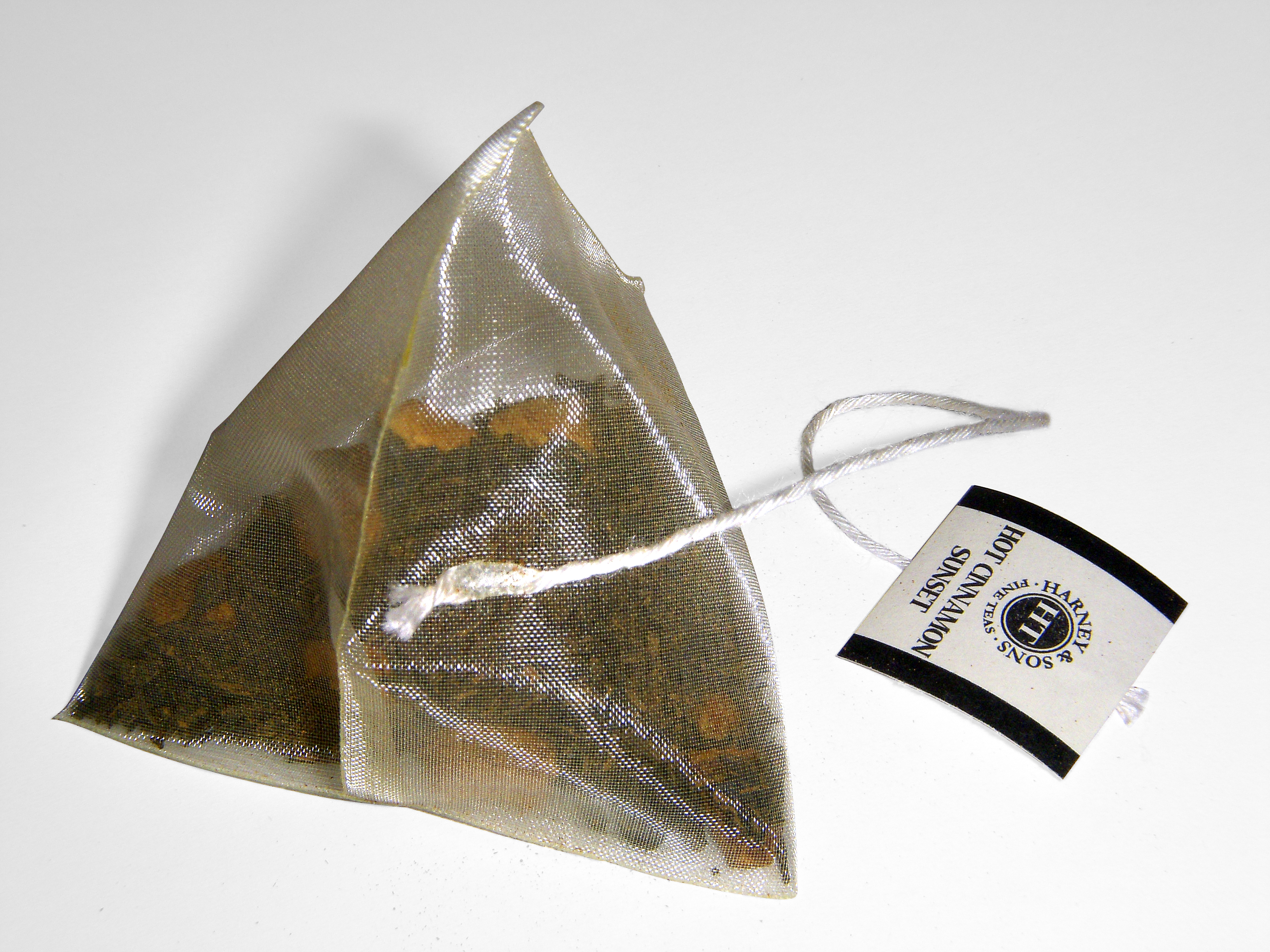
Plic de ceai tetraedric din nailon.

Primele brevete pentru plicuri de ceai datează din 1903, iar primele exemplare moderne au fost cele de țesătură cusute manual. Aparând pentru scopul comercial în jurul anului 1904, pliculețele de ceai au fost comercializate cu succes în 1908 de către Thomas Sullivan, un importator de ceai și cafea din New York, care a livrat mii de plicuri de mătase în întreaga lume. Ceaiul vrac era destinat să fie scos din pungi de către clienți, dar acestora le-a fost mai ușor să prepare ceaiul cu frunzele încă conținute în aceste pungi poroase.  Prima mașină de ambalat folosită pentru producția de pungulețe de ceai a fost inventată în 1929 de Adolf Rambold pentru compania germană Teekanne.
Pliculețul de ceai din fibră de hârtie sigilată termic a fost brevetat în 1930 de către William Hermanson. Punga de formă dreptunghiulară, acum cea mai obișnuită, a fost inventată doar în 1944. Înainte de acea, pungile de ceai semănau cu niște săculețe mici.

## Producție
O mare varietate de ceaiuri, precum și alte infuzii, cum ar fi tizanele, sunt disponibile în plicuri. De obicei, pungile de ceai conțin frunze mărunțite, dar unele firme vând plicuri ce conțin frunze de ceai întregi.

## Forme și utilizare
În mod tradițional, plicurile de ceai au formă pătrată sau dreptunghiulară. Mai recent, pliculețele de formă circulară și tetraedrică au apărut pe piață și sunt adesea producătorii lor susțin că astfel îmbunătățesc calitatea preparatului. Ecologiștii preferă pliculețe de mătasă decât cele de nailon din cauza problemelor de sănătate și de biodegradabilitate. Un alt material folosit este Soilon-ul (PLA mesh), fabricat din amidon de porumb. Pungulițe goale sunt, de asemenea, disponibile pentru consumatori pentru a fi umplete cu frunze de ceai de ei personal. Acestea de obicei sunt deschise, cu flapsuri lungi. Pliculețul este umplut cu o cantitate adecvată de frunze întregi sau mărunțite și clapeta este închisă pentru a reține conținutul. Astfel de pungi combină ușurința de utilizare a exemplarelor produse comercial cu o gamă mai largă de ceai sau de alte plante și un control mai bun al calității.

## Materiale folosite
Hârtia folosită pentru punga de ceai se găsește și în filtrele de lapte și de cafea. Este vorba de un amestec de lemn și fibre vegetale, în mare parte din pulpa de abaca, o plantă de banane cultivată pentru fibrele sale, mai ales în Filipine și Columbia. Unele pliculețe au un material termoizolabil, cum ar fi PVC-ul sau polipropilena, ca fibră componentă în suprafața interioară a pungii, iar alte feluri de pliculețe sunt fabricate din nailon. Pliculețele de ceai din hârtie în mod obișnuit sunt sigilate folosind polipropilenă.

## Controverse privind utilizarea plasticului în pliculețele de ceai

### Nebiodegradabilitatea
În 2017, Mike Armitage, un grădinar din Wrexham, Regatul Unit, a constatat că unele pliculețe de ceai au lăsat niște reziduri de plastic după ce au fost compostate. El a început o petiție prin care îi cerea firmei Unilever să nu mai folosească plasticul pentru fabricarea acestui produs. În ianuarie 2018, Co-op Food a anunțat că, împreună cu furnizorul Typhoo, va elimina plasticul din producția celor 99 de feluri de plicuri de ceai. În februarie 2018, PG Tips a anunțat că pungile sale de formă piramidală vor folosi adeziv de amidon de porumb în locul polipropilenei.

### Eliberarea microplasticelor
Chiar înainte de compostare, microplasticele pot fi găsite în ceaiul destinat consumului uman. Un studiu din 2019 arată că „înmuierea unui singur plic de plastic la temperatura de preparare (95 ° C) eliberează aproximativ 11,6 miliarde de microplastice și 3,1 miliarde de nanoplastice într-o singură ceașcă”.

## Pliculețe de cafea
Conceptul de porțiuni pre-măsurate care trebuie infuzate cu ajutorul pliculețelor de unică folosință a fost aplicat și cafelei, deși acest lucru nu a obținut un succes atât de mare ca pliculețele de ceai.

## Activități legate de pliculețe de ceai
Pliculețe decorative de ceai au devenit baza marilor colecții a multor colecționari din întreaga lume. Cluburile de colecționare pentru pliculețe de ceai sunt răspândite pe tot globul și membrii lor sunt persoane interesate de articole legate de ceaiuri. Cluburile de colecție online includ adesea cataloage de pliculețe de ceai, precum și instrumente de urmărire a colecțiilor. În plus, colecționarii de plicuri de ceai colectează adesea alte articole legate tot de ceai, cum ar fi etichetele. Aceste site-uri web oferă, de asemenea, forumuri pentru discuții și aranjamente comerciale între colecționari.
În Olanda a apărut și un fel artă de origami de pliculețe pentru ceai, numită în engleză „teabag folding”, adesea creditată lui Tiny van der Plas. Este o formă de origami în care sunt împăturite niște pătrate identice de hârtie modelată (tăiate din partea din față a ambalajelor pentru pliculețe de ceai) și apoi aranjate în rozete. Aceste din urmă sunt de obicei folosite pentru decorarea cardurilor cadou și au devenit un hobby popular atât în SUA, cât și în Marea Britanie din anii 2000.
Savanții de sol folosesc pungi de ceai standardizate pentru a măsura rata de descompunere a materialelor organice din diferite tipuri de sol.